# J. Husser & fils
J. Husser & fils, auch Jean Husser & fils, J. Hüsser & Söhne etc., war ein Fotounternehmen.

## Geschichte
Das erste Fotoatelier der Familie Husser wurde um 1890 von Jean Husser in Porrentruy gegründet. Bei der Exposition agricole et industrielle de Porrentruy 1902 erhielt es den ersten Preis in der Kategorie «Photographie», bei der Exposition jurassienne et cantonale de l'agriculture et de l'industrie 1928 eine Goldmedaille. Zu diesem Zeitpunkt waren längt auch Jean Hussers Söhne mit im Geschäft, das mittlerweile an mehreren Standorten aktiv war oder gewesen war. So übernahm Husser etwa 1891 das Atelier des Fotografen Jules Bonnet in Luzern, außerdem gab es Niederlassungen in Tavannes ab etwa 1920, in Saignelégier und auch im französischen Audincourt und in Delle. Das Atelier in Audincourt leitete der um 1875 geborene Sohn Alfred.
Jean Husser war von 1911 bis 1933 Mitglied im Schweizerischen Photographen Verband; vermutlich starb er um 1933. Damals endete jedenfalls auch die Geschichte des Ateliers in Porrentruy. 
Husser-Fotografien befinden sich in der Kantonsbibliothek Vadiana, im Schweizerischen Nationalmuseum sowie im Büro für Fotografiegeschichte in Bern. Der 1904 in Delémont publizierte Reiseführer Les Franches-Montagnes et le Clos du Doubs war mit Bildern des Ateliers Husser illustriert.